# 史济春
史济春（1955年1月—），男，河南长垣人，中华人民共和国政治人物。武汉钢铁学院（今武汉科技大学）材料与冶金学院炼钢专业毕业，研究生学历。

## 生平
1986年1月加入中国共产党。历任安钢第二炼钢厂厂长助理、副厂长、厂长，安阳钢铁集团有限责任公司副董事长、常务副总经理、总经理等职。2003年1月当选河南省人民政府副省长，2011年10月当选中共河南省委常委，2012年1月辞去副省长职务，改任省委统战部部长。2015年2月，当选为河南省政协副主席。 